# Саэс, Эммануэль
Эммануэль Саэс (Emmanuel Saez; род. 26 ноября 1972, Испания) — французский и американский экономист, специалист по налоговой политике и неравенству.
Доктор философии (1999), профессор Калифорнийского университета в Беркли и директор его центра Center for Equitable Growth.
Член НАН США (2023) и Американской академии искусств и наук (2010).

## Биография
Окончил ENS Ulm (бакалавр математики, 1994). В 1996 году в Париже получил степень магистра по экономике.
Степень доктора философии по экономике получил в MIT в 1999 году. С 1999 по 2002 год ассистент-профессор Гарварда. С 2002 года работает в Калифорнийском университете в Беркли (ассистент-профессор, с 2003 года ассоциированный профессор, с 2005 года профессор экономики), где ныне именной профессор (E. Morris Cox Professor) экономики и (с 2010) директор центра Center for Equitable Growth.
Сотрудничал с Тома Пикетти и Габриэлем Цукманом, в рамках исследований по отслеживанию доходов бедных, среднего класса и богатых во всем мире. Их работа показывает, что люди с самым высоким доходом в Соединенных Штатах за последние три десятилетия получали все большую долю общего дохода при почти таком же неравенстве, как и до Великой депрессии. Саэс рекомендует гораздо более высокие (предельные) налоги для богатых, до 70 % или 90 %.
Фелло Эконометрического общества (2014). Редактор Journal of Public Economics.

## Награды и отличия
- National Science Foundation CAREER Award[англ.] (2002)
- Стипендия Слоуна (2003)
- Doug Purvis Memorial Prize (2006)
- Медаль Джона Бейтса Кларка (2009)[6]
- Стипендия Мак-Артура (2010)[7][8]
- Prix du meilleur jeune économiste de France[англ.] (2010)
- Премия Ректенвальда (2014)
- John von Neumann Award[англ.] (2014)
- Почётный доктор Гарвардского университета (2019)

## Сочинения
- Становимся еще богаче: эволюция большого дохода в США (с учетом расчетных показателей 2009 и 2010 годов) Gefter.ru